# Stibadocera perangusta
Stibadocera perangusta is een tweevleugelige uit de familie buismuggen (Cylindrotomidae). De soort komt voor in het Australaziatisch gebied.